# Never even thought
Never even thought is een studioalbum van Colin Blunstone. Het was zijn tweede album dat hij opnam voor Rocket Records, het platenlabel van Elton John (in het Verenigd Koninkrijk werd het verkocht door Epic Records). De loopbaan van Blunstone bevond zich destijds in het slop. De successen van The Zombies en zijn eerste soloalbums werden niet meer gehaald, hij moest nog even wachten op werk bij het Alan Parsons Project. Wel kreeg hij van Rocket de gelegenheid het album grotendeels op te nemen in Hollywood (Hollywood Sounds). Aanvullende opnamen vonden plaats in de Sounds Labs, Studio 55 (beide te Hollywood) Trident Studios te Londen, de orkestpartijen in de Abbey Road Studios. De muziekproducent Bill Schnee had de leiding over de opnamen; hij had net het album Aja van Steely Dan afgerond.  
Van het album werden drie singles afgehaald. Noch I’ll never forget you, noch Ain’t it funny, noch Photograph haalde de hitparade.

## Musici
- Colin Blunstone – zang
- James Newton Howard – toetsinstrumenten (uit band van Elton John)
- Davey Johnstone – gitaar (uit band van Elton John)
- Jeff Porcaro – slagwerk (uit de band Toto)
- David Hungate – basgitaar (ook uit Toto)
- John Cooker Lo Presti – basgitaar (destijds uit band van Melissa Manchester)
- Ray Cooper – percussie (uit band Elton John)
- Rod Argent, John Verity, Colin Blunstone – achtergrondzang (Rod Argent was afkomstig uit The Zombies en Argent, Verity ook uit Argent)
- orkest onder leiding van Martin Ford

## Muziek
| Nr. | Titel                                             | Duur |
| --- | ------------------------------------------------- | ---- |
| 1.  | I’ll never forget you (Blunstone, Richard Kerr)   | 3:27 |
| 2.  | Lovelight (Blunstone, Alan Phillips)              | 3:40 |
| 3.  | Ain’t it funny (Blunstone, Richard Kerr)          | 3:27 |
| 4.  | Who’s that knocking (Blunstone, Alan Phillips)    | 2:29 |
| 5.  | Never even thought (Murray Head)                  | 5;21 |
| 6.  | Touch and go (Blunstone, Alan Phillips)           | 3:17 |
| 7.  | You are the way for me (Blunstone, Alan Phillips) | 3:18 |
| 8.  | Photograph (Blunstone, Alan Phillips)             | 4:04 |
| 9.  | Do magnolia do (Severin Browne)                   | 4:26 |

Severin Browne is een broer van Jackson Browne.